# SEC62
El SEC62 (YPL094C) es un gen de codificación de proteínas dentro del código genético humano, que codifica una con su mismo nombre, la cual es la subunidad esencial del complejo SEC63. Junto con el complejo SEC61, Kar2p/BIP y Lhs1p, la proteína SEC62 forma un canal competente para el targeting de proteínas y el importe post-traduccional SRP-independiente al retículo endoplasmático. Así mismo, este complejo también puede realizar el transporte inverso de las proteínas del retículo endoplasmático sujetas a una degradación vía ubiquitina-proteasoma dependiente. Para crear el complejo SEC al que pertenece e SEC62 es necesaria la fosforilación del SEC63. Cuenta con 8 exones.
El gen SEC62 estaba presente en el ancestro común de los animales y hongos.

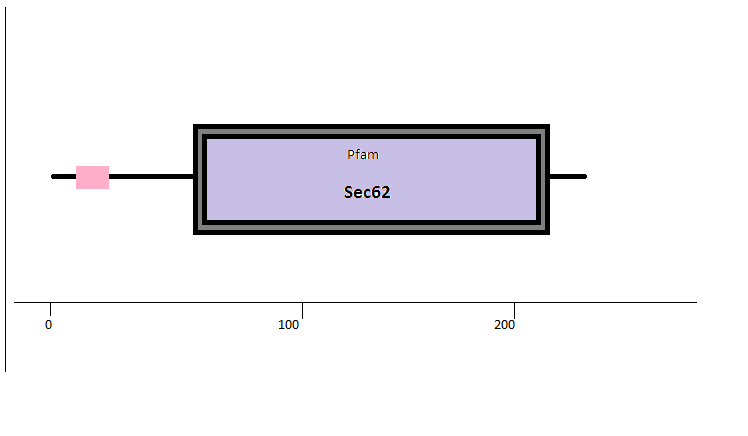
Dibujo Sec62

| Nombre estándar              | SEC62                                   |
| Nombre sistemático           | YPL094C                                 |
| Alias                        | LPG14                                   |
| Sinónimos                    | Dtrp1, HTP1, TLOC1                      |
| Tipo de proteína codificada  | Secretora                               |
| Localización en el cromosoma | Cromosoma 3: 169966635 - 169998373      |
| Localización                 | Membrana retículo endoplasmático rugoso |
| Organismo                    | Homo sapiens                            |

## El gen

### Nombres
La base de datos del genoma Saccharomyces (Saccharomyces Genome Database) denomina a este gen como S000006015. El Saccharomyces cerevisiae es una levadura (fungi) que ha servido como modelo del genoma de eucariotas durante muchos años y, además, da nombre a esta base de datos. La cepa S288C ha sido completamente secuenciada gracias a este genoma. Es concretamente de esta cepa de donde se ha conseguido la localización y coordenadas del gen SEC62. La proteína codificada por este gen tiene varios nombres diferentes, comenzando por el nombre estándar que sería SEC62, siguiendo con YPL094C, el nombre sistemático. Cabe comentar que también es conocido por el nombre LPG14.

### Secuencia del gen
El gen está localizado en el cromosoma III (Chromosome III), más específicamente en las coordenadas 369839 – 370663. Secuencia genómica de ADN (con 825 nucleótidos de longitud):
ATGTCAGCCG TAGGTCCAGG TAGCAATGCA GGTGCTAGTG TCAATGGCGG ATCTGCTACA GCCATTGCTA CTCTTTTACG CAACCATAAG GAGTTGAAGC AAAGGCAGGG TTTATTCCAG GCCAAGCAGA CAGACTTCTT CCGTTACAAG AGATTTGTTA GGGCACTGCA TTCTGAGGAG TATGCCAACA AATCTGCAAG ACAGCCAGAG ATATATCCAA CTATACCTTC TAACAAGATC GAAGACCAGC TTAAGTCACG TGAAATCTTT ATTCAACTTA TAAAGGCACA AATGGTGATC CCAGTGAAAA AATTGCATAG TCAAGAATGC AAAGAGCATG GATTGAAGCC AAGCAAGGAC TTTCCGCACT TGATTGTTTC GAATAAAGCA CAATTGGAAG CCGATGAATA CTTTGTTTGG AACTATAACC CTAGAACCTA CATGGATTAC TTGATCGTCA TTGGTGTCGT GTCCATCATA TTGGCGCTCG TATGCTACCC ATTGTGGCCG CGCTCCATGA GACGCGGCTC CTATTATGTG TCTCTGGGTG CCTTCGGCAT CTTAGCAGGC TTCTTTGCTG TCGCTATCCT GAGATTGATA TTATATGTTT TGTCATTAAT TGTCTACAAA GATGTTGGTG GGTTCTGGAT CTTTCCCAAC CTGTTCGAAG ATTGCGGTGT ACTAGAGAGT TTTAAGCCAC TTTACGGTTT TGGTGAGAAG GATACTTATA GTTACAAAAA GAAACTGAAA AGAATGAAGA AGAAACAAGC CAAGAGAGAA AGCAATAAGA AGAAAGCCAT CAATGAAAAA GCCGAACAAA ACTGA

### Estructura
El SEC62 presenta una orientación positiva en el cromosoma 3 y, de todos sus nucleótidos, 1197 codifican para la síntesis de proteínas. Está formado por diez regiones distintas: dos UTR (una en cada extremo) y ocho exones de entre treinta y seis y cuatrocientos setenta nucleótidos cada uno.

### Interacciones con otros genes

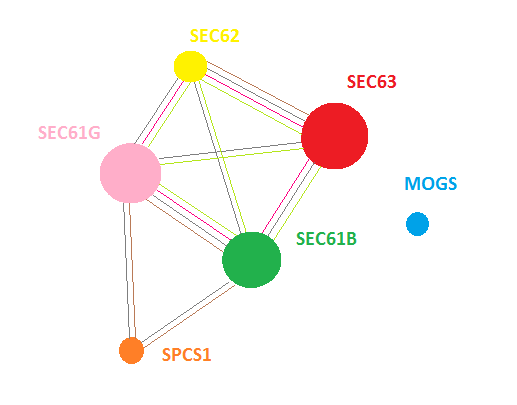
SEC62 interactions with other gens

El gen SEC62 presenta interacciones con otros genes, interacciones que determinan el producto proteico final, de forma que si uno de ellos presenta una mutación considerable puede llegar a alterar las funciones del primero. Las interacciones pueden ser de tipo físico o genético e incluso pueden llegar a darse las dos a la vez:
- Interacciones físicas: están en contacto con el gen SEC62. Los genes que presentan esta clase de interacciones son: ALG9, ANP1, DPP1, EPT1, ERG11, ERV2, FET3, FKS1, FLO5, FRT1, FRT2, GDA1, GIS2, GOS1, GPI14, HOC1, ILM1, KSP1, LAG1, LIP1, MNN10, PFA4, PHO88, PHS1, RPT1, SBH1, SBP1, SCS22, SEC22, SEC61, SEC63, SEC66, SEC72, SHR3, SLF1, SPC1, SPC2, SRO9, SS1, SUC2, TVP15, UBI4, UIP3, VRG4, YCL021W-A, YGR130C, YKL063C, YPR159C-A, YSY6. 

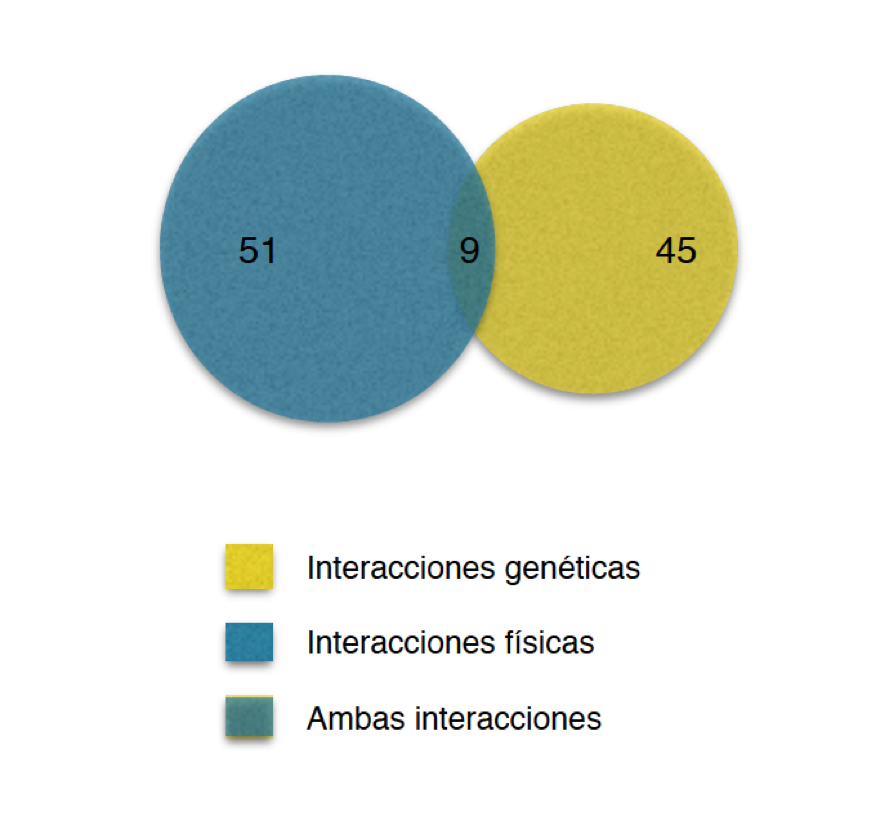
 Este gráfico muestra los porcentajes de los tipos de interacciones entre el SEC62 y otros genes.

- Interacciones genéticas: se relacionan con el SEC62 en el proceso de síntesis de proteínas. Estos genes son: BEM1, CDC73, CHL1, CTK1, CUE1, CWH41, CYS3, EMP65, ERJ5, GAS1, GIM5, GIP3, GLO3, HAC1, HOC1, IRE1, LHS, MSS116, NEM1, OST6, PET130, RER1, RIC1, ROT2, SAC1, SBH1, SCS7, SEC61, SEC63, SEC66, SEC72, SET2, SHR3, SIL1, SPC1, SPC2, SPF1, STE24, STE50, TGS1, UBC7, UBX4, VPS53, VPS71.

- Ambas interacciones: HOC1, SBH1, SEC61, SEC63, SEC66, SEC72, SHR3, SPC1, SPC2.

Las interacciones más relevantes se producen entre los genes que componen el denominado complejo Sec63: el SEC61, el propio SEC63 y el SEC62. Este complejo está formado por las proteínas que codifican los genes previamente mencionados y está estrechamente relacionado con el marcaje de proteínas para su entrada en el retículo endoplasmático. Para que se pueda llevar a cabo la traducción de RNAm en el retículo endoplasmático es necesario que se produzcan una serie de interacciones entre las proteínas sintetizadas a partir del SEC63 y el SEC62, la unión entre ambas se produce gracias a la proteína kinasa CK2 que alarga la interacción entre ambas proteínas.

### Reguladores del gen
El gen Sec62, en la especie humana, cumple con un proceso de regulación mediante el cual una serie de factores de transcripción se unen a la secuencia promotora del gen, activando así su traducción o impidiendo que se lleve a cabo. Entre los factores de transcripción más destacados encontramos: E4BP4, FOXO1, FOXO1a, ATF6, RP58, FOXC1, YY1, Nkx2-2, FOXO4 i FOX03, descritos en la siguiente tabla según la posición en la que se unen al promotor:

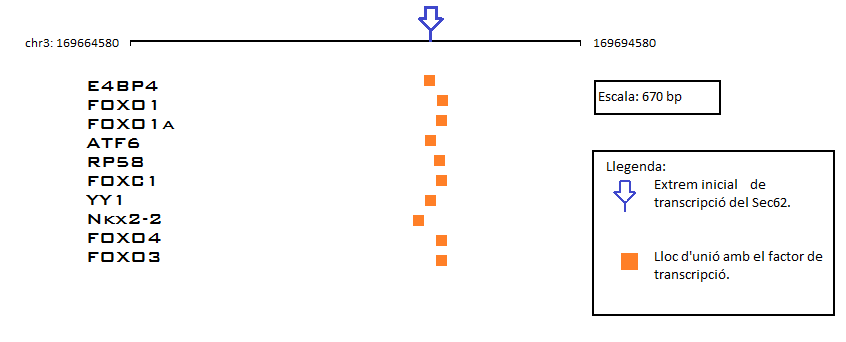
Transcription factors that regulate sec62 gene.

No obstante, también se han observado muchos otros factores reguladores para este gen tales como: TBP, FOXD3, FOXD1, POU6F1 (c2),c-Ets-1, Evi-1, Pax-3, SRY, Nkx6-1, Chx10. La actuación de uno u otro factor viene determinada por las condiciones específicas del medio intracelular.

### Función
El gen SEC62 tiene la información necesaria para la codificación de la proteína Sec62, cuya función puede ser molecular, biológica o actuar como componente celular.
- Función molecular

Realiza dos funciones moleculares: como actividad de receptor y como transportador de proteína.
El primer caso consiste en la focalización de la proteína, después de su traducción, a la membrana del ER. En el caso de transportador de proteína, Sec62 permite el movimiento dirigido de las proteínas dentro o fuera de una célula, o entre células, por medio de algún agente tal como un transportador o poro.
Estás funciones no son características de esta proteína, no obstante, el gen SEC62 tiene un papel importante en el targetin de proteínas, tanto en células humanas, como en otros seres vivos.
- Función biológica

Corresponden a las funciones moleculares, no obstante, existen diferencias entre las dos.
La función biológica de transporte funciona igual que la molecular, pero también puede actuar como transportador de sustancias tales como macromoléculas, moléculas pequeña e iones.
- Como componente celular

La proteína sintetizada por dicho gen forma parte del retículo endoplasmático, tanto del rugoso como el liso, así como también de las membranas existentes en la célula, como son las membranas del ER, nuclear y la membrana plasmática. En la membrana del RE, por ejemplo, cumple la función de exponer en la superficie citosólica terminales significativas e hidrofílicas de NH2- y COOH-.

### Aplicaciones
- Aplicaciones en medicina

Dado que la cantidad de proteína Sec62 en las células cancerígenas es superior que en las células corrientes, se barajó la posibilidad de que el gen SEC62 estuviera relacionado con la aparición de células tumorales, es decir de que fuera un oncogén.
Sobre estos resultados, se ha examinado el papel de esta proteína en la biología de células de cáncer in vitro. A partir de estos experimentos se ha llegado a la conclusión de que Sec62 representa un potencial oncogén candidato y además alberga diversas funciones en la biología de las células de cáncer pulmón.
Una amplificación de la región cromosómica 3q fue identificada como la alteración genómica más frecuente en los cánceres de pulmón de células no pequeñas. Las células tumorales se benefician de su capacidad para evitar la apoptosis e invadir otros tejidos. La proteína de membrana Sec62 es un elemento importante en estos procesos, ya que es esencial para la migración celular y protege a las células tumorales contra el estrés del ER
- Aplicaciones de la regulación del gen

La regulación de la concentración de SEC62 es un fenómeno asociado a la progresión del cáncer de próstata. El análisis de una matriz multi-tumoral de tejido mostró que, además de cáncer de próstata, el exceso de traducción del gen ( y por lo tanto, de proteína SEC62) se observa en varios tumores, más significativamente en los de pulmón y tiroides. Para examinar las relaciones entre el tumor y el SEC62, se silenció el gen en el cáncer de próstata de la línea celular PC3, así como en un conjunto de otras líneas celulares tumorales con dos diferentes silenciadores de RNA (siRNAs). En general, después del silenciamiento del gen Sec62, la migración celular y el potencial invasivo de las células fueron bloqueados o al menos reducidos drásticamente, mientras que la viabilidad celular fue apenas afectada. Por lo tanto, el gen Sec62 puede ser considerado como un gen diana en la terapia de diversos tumores.

## La proteína

### Características
La proteína, que es una proteína integral de membrana localizada en el retículo endoplasmático rugoso, ha sido relacionada como componente del complejo sin ribosomas SEC61 (al igual que el complejo SEC63) y está compuesta por 399 aminoácidos. Al ser una proteína de translocación, también se la denomina como HTP-1. Cuenta con un peso molecular de 31366.0 mol y su punto isoeléctrico es 10,24. Consta de esta proporción según sus componentes atómicos: 32,01% de carbono, 50,69% de hidrógeno, 8,50% de nitrógeno, 8,62% de oxígeno y un 0,18% de azufre que en conjunto quedan plasmados en la fórmula C1438H2277N382O387S8. Es una proteína considerablemente abundante teniendo en cuenta las 16500 moléculas por célula y tiene un índice de inestabilidad de 43,22. En cuanto al índice alifático (volumen relativo ocupado por cadenas alifáticas laterales (alanina, valina, isoleucina y leucina ) el cual puede ser considerado como un factor positivo para el aumento de la termoestabilidad de las proteínas globulares), es de 83,65.
Esta es la secuencia de aminoácidos que forman la proteína SEC62, sacada de un genoma referencial, más concretamente de la cepa S288C Saccharomyces cerevisiae:

MAERRRHKKR IQEVGEPSKE EKAVAKYLRF NCPTKSTNMM GHRVDYFIAS 50

KAVDCLLDSK WAKAKKGEEA LFTTRESVVD YCNRLLKKQF FHRALKVMKM 100

KYDKDIKKEK DKGKAESGKE EDKKSKKENI KDEKTKKEKE KKKDGEKEES 150

KKEETPGTPK KKETKKKFKL EPHDDQVFLD GNEVYVWIYD PVHFKTFVMG 200

LILVIAVIAA TLFPLWPAEM RVGVYYLSVG AGCFVASILL LAVARCILFL 250

IIWLITGGRH HFWFLPNLTA DVGFIDSFRP LYTHEYKGPK ADLKKDEKSE 300

TKKQQKSDSE EKSDSEKKED EEGKVGPGNH GTEGSGGERH SDTDSDRRED 350

DRSQHSSGNG NDFEMITKEE LEQQTDGDCE EDEEEENDGE TPKSSHEKS     399
Esta proteína homóloga (realiza la misma función en distintos individuos) es necesaria para que se pueda llevar a cabo el desarrollo de las estructuras celulares básicas, es decir, está estrechamente relacionada con el crecimiento celular.